# Bukowiec (Bucharzewo)
Bukowiec – przysiółek wsi Bucharzewo w Polsce położony w województwie wielkopolskim, w powiecie międzychodzkim, w gminie Sieraków.

W latach 1975–1998 miejscowość administracyjnie należała do województwa poznańskiego.